# Kaltblütig geopfert
Kaltblütig geopfert (Originaltitel: Precious Victims) ist ein US-amerikanisches Filmdrama aus dem Jahr 1993. Regie führte Peter Levin, das Drehbuch schrieb Deborah Dalton.

## Handlung
Die Handlung beruht auf wahren Ereignissen, die am Ende der 1980er Jahre in Illinois stattgefunden haben. Die Eheleute Paula und Robert Sims melden die Entführung ihrer einjährigen Tochter. Das Kind wird ermordet aufgefunden. Die Schilderung von Paula Sims wirkt unglaubwürdig; sie wird angeklagt, das Gericht jedoch spricht sie frei.
Drei Jahre später wird eine zweite, zwischenzeitlich geborene Tochter des Ehepaars ermordet. Eine Zeugin sagt vor Gericht aus, dass Robert Sims vernarrt in das dritte Kind, einen Sohn war, der Tochter gegenüber jedoch gleichgültig. Eine weitere Zeugin erzählt, dass Paula Sims und die Tochter in einer anderen Etage des Hauses schliefen als Vater und Sohn, Paula nach dem Tod der Tochter jedoch wieder ins Schlafzimmer durfte. Paula Sims wird verurteilt.

## Kritiken
Filmdienst schrieb, die gezeigte Gerichtsverhandlung offenbare „die tragische Geschichte der Angeklagten“.
Die Zeitschrift Cinema bezeichnete den Film als eine „sensible Chronik einer Familientragödie“. Vor Gericht offenbare sich „die ganze Tragik“ des „verpfuschten Lebens“ der Protagonistin.
Die Zeitschrift TV direkt 15/2008 schrieb, das Drehbuch wirke „hölzern und holprig“.
TV Spielfilm sah eine „reale Familientragödie als oberflächlicher TV-Film.“ Das Fazit lautete: „TV-Fast-Food Marke ‘Wahre Geschichte’“